# Colibași (okręg Mehedinți)
Colibași – wieś w Rumunii, w okręgu Mehedinți, w gminie Malovăț. W 2011 roku liczyła 456 mieszkańców.